# New Nigeria Bank FC
El New Nigeria Bank fue un equipo de fútbol de Nigeria que jugaba en la Liga Premier de Nigeria, la liga de fútbol más importante del país.

## Historia
Eran de la ciudad de Benin City y fueron fundados con el nombre Ethiope FC, ganaron la liga en 1 ocasión y calificaron para la Copa Africana de Clubes Campeones por única vez en 1986.
El equipo desapareció luego de que su dueño (el New Nigeria Bank) comenzó a tener problemas de liquidez luego de la primera ola del quiebre de las casas financieras en la década de 1980. El equipo descendió en la temporada de 1988-89 y pronto desapareció en 1990.

## Palmarés
- Liga Premier de Nigeria: 1

1985
- Campeonato de Clubes de la WAFU: 2

1983, 1984

## Participación en competiciones de la CAF
| Temporada | Torneo                            | Ronda | Club                   | Casa | Visita | Global |
| --------- | --------------------------------- | ----- | ---------------------- | ---- | ------ | ------ |
| 1986      | Copa Africana de Clubes Campeones | 1     | ASFOSA                 | 2-0  | 2-0    | 4-0    |
| 1986      | Copa Africana de Clubes Campeones | 2     | Africa Sports National | 2-0  | 0-5    | 2-5    |

## Jugadores

### Jugadores destacados
| - Wilfred Agbonavbare - Monday Agbotaen (Kakaraka) - Aghama - Moses Aya - Jimoh Balogun - Theophilus Bello - Mobosa Brodricks - Sunday Eboigbe - Benson Edema - Humphrey Edobor - Christopher Edomioya (Policía de Senegal) | - Amos Edoseghe - Joseph Egharevba - Peter Egharevba - Lucky Ezomo - Edema Fuludu - Franklin Howard - Austin Igbinabaro - Stephen Keshi - Mike Ndubuisi - Henry Nwosu - Chinedu Ogadi | - Ewere Ojemudia - Joseph Okoh - Uyimwen Okungbowa - Bright Omokaro - Lawrence Orairo - Monday Osagie - Efosa Osayi - Samson Ozogula - Obanor Peter - Austin Popo - Paul Yusuf |